# Donau-Körös-Mureș-Tisza Euregio

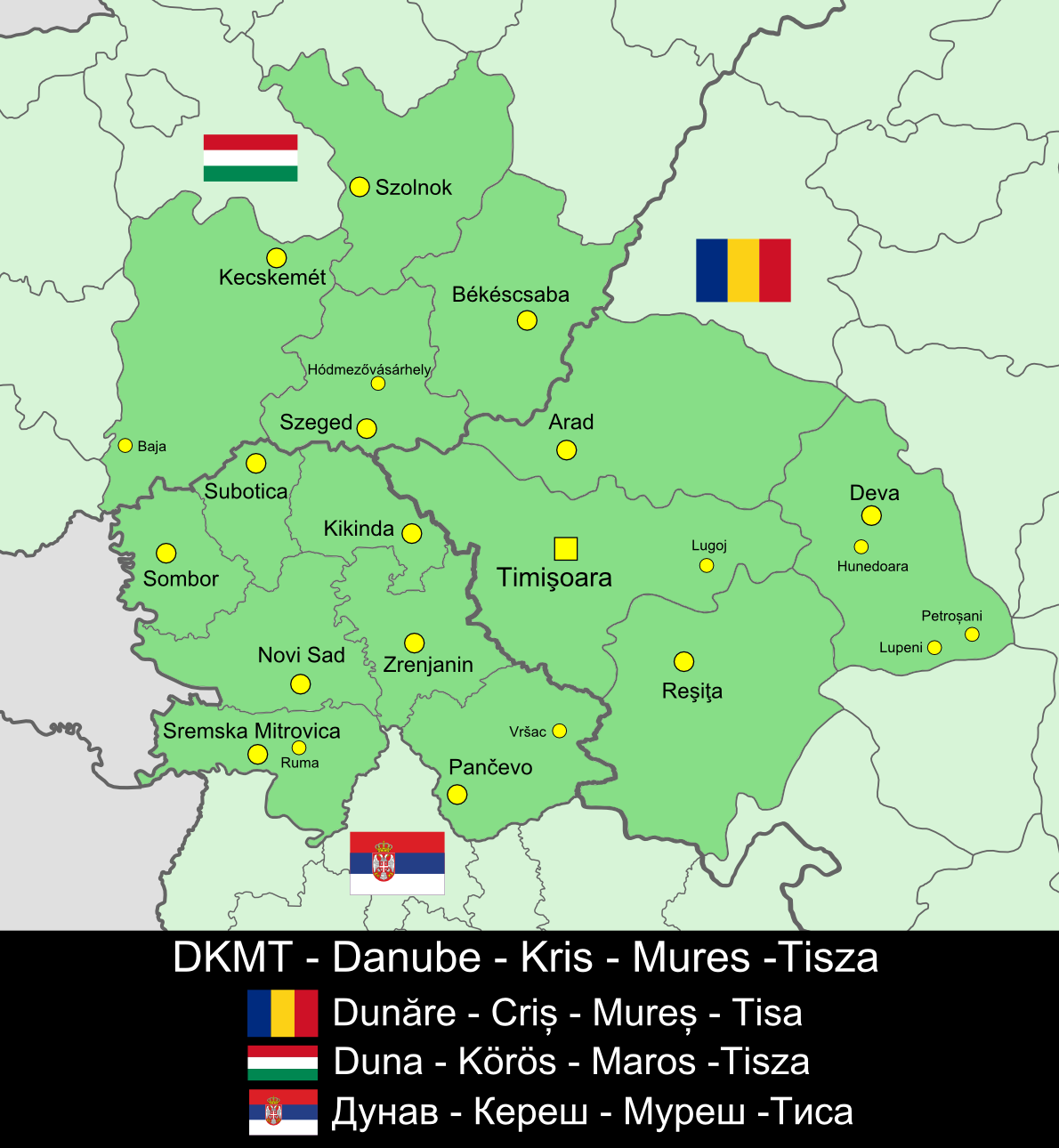
Kaart met de Euregio vóór 2004

De Donau-Körös-Mureș-Tisza Euregio (Roemeens: Dunăre-Criș-Mureș-Tisa, Hongaars: Duna-Körös-Maros-Tisza, Servisch: Dunav-Karaš-Moriš-Tisa of Дунав-Караш-Мориш-Тиса) is een grensoverschrijdend samenwerkingsverband (Euregio) dat bestaat uit landen en hun bestuurlijke onderverdelingen die gelegen zijn in het gebied van de vier rivieren Donau, Körös, Mureș en Tisza in de landen Hongarije, Roemenië, Servië. De Euregio werd in 1997 opgericht.

## Leden
In totaal liggen acht bestuurlijke gebieden in de betrokken landen in deze Euregio:
- Hongarije
  - Comitaat Bács-Kiskun
  - Comitaat Békés
  - Comitaat Csongrád
- Roemenië
  - District Arad
  - District Caraș-Severin
  - District Hunedoara
  - District Timiș
- Servië
  - Regio Vojvodina

Aanvankelijk maakte het Hongaarse comitaat Jász-Nagykun-Szolnok ook deel uit van de Euregio, maar dat trok zich in 2004 hieruit terug.
|  |  |

## Grootste steden
| Stad              | Bevolking | Metropool | Land      |
| ----------------- | --------- | --------- | --------- |
| Timișoara         | 316.100   | 367.347   | Roemenië  |
| Novi Sad          | 215.659   | 281.694   | Servië    |
| Arad              | 183.939   |           | Roemenië  |
| Szeged            | 173.200   |           | Hongarije |
| Kecskemét         | 109.300   |           | Hongarije |
| Subotica          | 99.471    |           | Servië    |
| Reșița            | 84.000    |           | Roemenië  |
| Szolnok (*)       | 81.500    |           | Hongarije |
| Zrenjanin         | 79.545    |           | Servië    |
| Hunedoara         | 78.000    |           | Roemenië  |
| Deva              | 77.000    |           | Roemenië  |
| Pančevo           | 76.110    |           | Servië    |
| Békéscsaba        | 67.400    |           | Hongarije |
| Sombor            | 50.950    |           | Servië    |
| Hódmezővásárhely  | 49.200    |           | Hongarije |
| Lugoj             | 46.100    |           | Roemenië  |
| Petroșani         | 45.000    |           | Roemenië  |
| Kikinda           | 41.825    |           | Servië    |
| Sremska Mitrovica | 39.041    |           | Servië    |
| Baja              | 38.200    |           | Hongarije |
| Vršac             | 36.001    |           | Servië    |
| Ruma              | 32.125    |           | Servië    |
| Lupeni            | 31.400    |           | Roemenië  |

(*) Opmerking: Szolnok is sinds 2004 geen onderdeel van de Euregio.